# (5277) Brisbane
(5277) Brisbane – planetoida z grupy pasa głównego asteroid okrążająca Słońce w ciągu 3 lat i 183 dni w średniej odległości 2,3 j.a. Została odkryta 22 lutego 1988 roku w Siding Spring Observatory w Australii przez Roberta McNaughta. Nazwa planetoidy pochodzi od miasta Brisbane w stanie Queensland, którego gubernatorem był Thomas Brisbane (1773-1860), żołnierz i astronom. Przed nadaniem nazwy planetoida nosiła oznaczenie tymczasowe (5277) 1988 DO.